# 275-я стрелковая дивизия (1-го формирования)
275-я стрелковая дивизия 1-го формирования (275 сд) — воинское соединение Вооружённых Сил СССР, принимавшее участие в Великой Отечественной войне.
Боевой период дивизии — с 3 августа 1941 года по 19 декабря 1942 года.

## История
Дивизия была сформирована летом 1941 года на Украине под Новомосковском. После образования 25 августа 1941 года 6-й армии 2-го формирования она вошла в её состав. Оборонялась на левому берегу Днепра в районе Днепропетровска. 27-28 августа 275 сд вместе с другими частями продолжала атаковать плацдарм в районе Ломовки, стремясь сбросить немцев в воду. 18 сентября дивизия получила пополнение в составе 1 тыс. человек.
С 21 сентября штаб Южного фронта и штаб 6-й армии предпринимали усилия с целью удлинения линии фронта по р. Орель, в результате чего дивизия, преодолев за двое суток 150 км, была переброшена в район Зачепиловки.
Во второй половине января 1942 года 275 сд участвовала в составе 37-й армии в Барвенково-Лозовской операции. Дивизия, действовавшая на вспомогательном направлении, правее ударной группировки армии, натолкнулась на очень прочную оборону. Лишь на следующий день соединение овладело опорными пунктами врага на переднем крае. К исходу дня 21 января после крайне напряжённых боёв частям дивизии удалось проникнуть на 3-8 км в глубину немецкой обороны и выйти к населённым пунктам Райгородок, Николаевка и Рай-Александровка, где их продвижение было остановлено противником.
6 июля 1942 года 37-я армия получила приказ фронта на подготовку к отходу. Правый фланг армии должен был отойти на заранее подготовленные позиции. Левый фланг оставался на старых позициях и должен был сдерживать противника на рубеже Нырково — Светланово. 275-я стрелковая дивизия удерживала рубеж Шипилово — Белогоровка до 8 июля. В ночь на 9 июля 1942 года арьергардные части также отступили.
Осенью 1942 года дивизия участвовала в обороне Кавказа. 4 сентября началось наступление немецкой группы «Блиц». Противнику удалось на отдельных участках вклиниться в оборону советских войск. Остановив противника на рубеже Ногай-Мирза — Терская, 9-я и 37-я армии приступили к подготовке контрудара по вклинившимся частям противника. Для нанесения удара были созданы две ударные группы: первая — в составе 10-й гвардейской стрелковой бригады и частей 417-й стрелковой дивизии; вторая — в составе 275-й стрелковой дивизии — должна была ударить на Нижний Курп и Кизляр. За три дня упорных боев дивизия нанесла большие потери частям 13-й танковой дивизии противника и, отбросив их на 5—8 км, вышла непосредственно к Нижнему Курпу.
В ходе Нальчикской оборонительной операции 275-я стрелковая дивизия оборонялась на правом фланге в районе Змейской. 27 ноября войска левого фланга 9-й армии, в которую входила дивизия, начали наступление в направлении на Дигору. 3-й стрелковый корпус силами 275, 389-й и 319-й стрелковых дивизий, 140-й и 52-й танковых бригад нанёс удар на Ардон и Дигору.
В декабре 1942 года дивизия была расформирована.

## Боевой состав
- 980-й стрелковый полк
- 982-й стрелковый полк
- 984-й стрелковый полк
- 807-й артиллерийский полк
- 328-й отдельный истребительно-противотанковый дивизион
- 539-й отдельный зенитный артиллерийский дивизион
- 564-й миномётный дивизион (с 5.11.41 г.)
- 347-я разведывательная рота
- 552-й сапёрный батальон
- 626-й отдельный батальон связи
- 329-й медико-санитарный батальон
- 291-я отдельная рота химзащиты
- 716-я автотранспортная рота
- 498-я полевая хлебопекарня
- 676-й дивизионный ветеринарный лазарет
- 985-я полевая почтовая станция
- 829-я полевая касса Госбанка

## Подчинение
| Подчинение | Подчинение              | Подчинение | Подчинение            | Подчинение            |
| На дату    | Фронт                   | Армия      | Корпус                | Группа войск          |
| ---------- | ----------------------- | ---------- | --------------------- | --------------------- |
| 01.08.1941 | Одесский военный округ  |            |                       |                       |
| 01.09.1941 | Южный фронт             | 6-я армия  |                       |                       |
| 01.10.1941 | Юго-Западный фронт      | 6-я армия  |                       |                       |
| 01.11.1941 | Юго-Западный фронт      | 6-я армия  |                       |                       |
| 01.12.1941 | Юго-Западный фронт      | 6-я армия  |                       |                       |
| 01.01.1942 | Юго-Западный фронт      | 6-я армия  |                       |                       |
| 01.02.1942 | Южный фронт             | 37-я армия |                       |                       |
| 01.03.1942 | Южный фронт             | 37-я армия |                       |                       |
| 01.04.1942 | Южный фронт             | 37-я армия |                       |                       |
| 01.05.1942 | Южный фронт             | 37-я армия |                       |                       |
| 01.06.1942 | Южный фронт             | 37-я армия |                       |                       |
| 01.07.1942 | Южный фронт             | 37-я армия |                       |                       |
| 01.08.1942 | Северо-Кавказский фронт | 37-я армия |                       |                       |
| 01.09.1942 | Закавказский фронт      | 37-я армия |                       | Северная группа войск |
| 01.10.1942 | Закавказский фронт      | 37-я армия |                       | Северная группа войск |
| 01.11.1942 | Закавказский фронт      | 37-я армия |                       | Северная группа войск |
| 01.12.1942 | Закавказский фронт      | 9-я армия  | 3-й стрелковый корпус | Северная группа войск |

## Командиры
- Дратвин, Михаил Иванович (10.07.1941 — 11.01.1942), генерал-майор.
- Пыхтин, Александр Михайлович (12.01.1942 — 08.06.1942), полковник.

## Отличившиеся воины дивизии
- Кириченко, Алексей Петрович, старший политрук, ответственный секретарь партбюро 982-го стрелкового полка.